# Virginia Ruzici
Virginia Ruzici (født 31. januar 1955 i Câmpia Turzii, Rumænien) er en tennisspiller fra Rumænien. Hun var en af verdens bedste kvindelige tennisspillere i slutningen af 1970'erne og vandt i løbet af sin karriere to grand slam-titler: French Open-mesterskabet i damesingle og damedouble, begge i 1978. Doubletitlen sikrede hun sig med Mima Jaušovec som makker.
Hun vandt 12 WTA-turneringer i single og opnåede som bedst en placering som nr. 8 på WTA's verdensrangliste i single. Derudover vandt hun 16 WTA-doubletitler, heraf 7 med Mima Jaušovec som makker.